# Страткона (Міннесота)
Страткона (англ. Strathcona) — місто (англ. city) в США, в окрузі Росо штату Міннесота. Населення — 25 осіб (2020).

## Географія
Страткона розташована за координатами 48°33′14″ пн. ш. 96°10′2″ зх. д. / 48.55389° пн. ш. 96.16722° зх. д. (48.553845, -96.167212).  За даними Бюро перепису населення США в 2010 році місто мало площу 1,26 км², уся площа — суходіл.

## Демографія
Згідно з переписом 2010 року, у місті мешкали 44 особи в 16 домогосподарствах у складі 10 родин. Густота населення становила 35 осіб/км².  Було 18 помешкань (14/км²).
Расовий склад населення:
| - 88,6 % — білих |

До двох чи більше рас належало 11,4 %. Частка іспаномовних становила 0,0 % від усіх жителів.
За віковим діапазоном населення розподілялося таким чином: 36,4 % — особи молодші 18 років, 56,8 % — особи у віці 18—64 років, 6,8 % — особи у віці 65 років та старші. Медіана віку мешканця становила 33,0 року. На 100 осіб жіночої статі у місті припадало 120,0 чоловіків;  на 100 жінок у віці від 18 років та старших — 75,0 чоловіків також старших 18 років.
Середній дохід на одне домашнє господарство  становив 70 767 доларів США (медіана — 93 000), а середній дохід на одну сім'ю — 71 650 доларів (медіана — 93 125). Медіана доходів становила 42 188 доларів для чоловіків та 26 250 доларів для жінок. 
Цивільне працевлаштоване населення становило 22 особи. Основні галузі зайнятості: виробництво — 50,0 %, мистецтво, розваги та відпочинок — 18,2 %, оптова торгівля — 9,1 %, роздрібна торгівля — 9,1 %.